# Roccalbegna
Roccalbegna è un comune italiano di 924 abitanti della provincia di Grosseto in Toscana.
Situato a circa 43 km dal capoluogo, il centro sorge nell'alta valle del fiume Albegna, ai piedi di due ripide rupi, una più alta dell'altra, su ognuna delle quali sorge una fortificazione, la Rocca aldobrandesca e il Cassero Senese.

## Geografia fisica

### Territorio
Il territorio comunale si estende nella parte più interna e settentrionale delle Colline dell'Albegna e del Fiora, ed è solcato dal medio corso del fiume Albegna. Confina a nord con il comune di Arcidosso, a est con il comune di Santa Fiora, a sud-est con il comune di Semproniano, a sud-ovest con il comune di Scansano e a nord-ovest con il comune di Campagnatico.
L'altitudine varia tra le più diffuse quote collinari e quelle montuose che iniziano a registrarsi nella parte settentrionale ed orientale del territorio, in prossimità delle prime pendici del massiccio montuoso del monte Amiata. Mentre la frazione di Cana si eleva a 480 metri s.l.m., il centro di Roccalbegna è a 522 metri s.l.m. (quote simili si registrano anche a Santa Caterina e a Vallerona), mentre la località di Triana è situata alla quota di 769 metri s.l.m. che corrisponde alla stessa altitudine della vetta del monte Faete che si eleva all'estremità sud-occidentale del territorio comunale.
- Classificazione sismica: zona 3 (sismicità bassa), Ordinanza PCM 3274 del 20/03/2003

### Clima
I 2247 gradi giorno registrati nel centro di Roccalbegna includono l'intero territorio comunale in zona E, consentendo l'accensione degli impianti di riscaldamento nel periodo 15 ottobre-15 aprile per un massimo di 14 ore giornaliere.
In base ai dati medi disponibili per il trentennio 1951-1980 per le stazioni meteorologiche situate all'interno del territorio comunale e di seguito riportati nella tabella, la temperatura media annua varia dai +11,1 °C di Triana (767 metri s.l.m.) ai +13,7 °C di Usi (370 metri s.l.m.), passando per i +12,9 °C di Roccalbegna a 525 metri s.l.m. e per i +13,0 °C di Cana a 502 metri s.l.m.; mentre le precipitazioni medie annue, pur risultando quasi ovunque superiori ai 1000 mm per l'effetto stau dovuto alla presenza di vicine vette montuose, variano tra i 1.042 mm di Usi e i 1.264 mm di Roccalbegna.
| Località    | altitudine       | temperatura media annua | precipitazioni medie annue | media di riferimento |
| ----------- | ---------------- | ----------------------- | -------------------------- | -------------------- |
| Cana        | 502 metri s.l.m. | 13,0 °C                 | 1.093 mm                   | 1951-1980            |
| Roccalbegna | 525 metri s.l.m. | 12,9 °C                 | 1.264 mm                   | 1951-1980            |
| Triana      | 767 metri s.l.m. | 11,1 °C                 | 1.128 mm                   | 1951-1980            |

- Classificazione climatica: zona E, 2247 GG
- Diffusività atmosferica: media, Ibimet CNR 2002
- Nel dettaglio i dati della stazione meteo di Usi, appartenente all'https://www.sir.toscana.it/  e situata a 411 m s.l.m:

| Usi                | Gen | Feb  | Mar  | Apr  | Mag  | Giu  | Lug  | Ago  | Set  | Ott  | Nov  | Dic  |
| ------------------ | --- | ---- | ---- | ---- | ---- | ---- | ---- | ---- | ---- | ---- | ---- | ---- |
| T. max. media (°C) | 9,9 | 10,3 | 13,7 | 17,8 | 22,6 | 27,0 | 31,2 | 31,3 | 26,8 | 20,9 | 14,7 | 10,6 |
| T. min. media (°C) | 3,2 | 3,5  | 5,6  | 8,3  | 11,8 | 14,9 | 17,6 | 17,4 | 14,3 | 10,6 | 7,0  | 4,1  |

## Storia
Il paese, di origini medievali, fu possesso della famiglia Aldobrandeschi nel Duecento, prima di passare alla fine del secolo sotto il dominio di Siena, sotto la cui giurisdizione rimase fino alla metà del Cinquecento.
Con la caduta della Repubblica di Siena, i Medici si impossessarono di Roccalbegna e la cedettero alla contea di Santa Fiora. Nella seconda metà del Seicento, l'abitato passò alla famiglia senese dei Bichi, rimanendo sotto il loro controllo fino al tardo Settecento quando divenne un libero comune del Granducato di Toscana.
Negli anni della seconda guerra mondiale, tra il 1940 e il 1943, Roccalbegna fu uno dei comuni della Toscana designati dalle autorità fasciste ad accogliere profughi ebrei in internamento libero. Vi furono internate 8 persone (inclusi 2 bambini). Dopo l'8 settembre 1943, con l'occupazione tedesca, furono tutti arrestati il 12 dicembre 1943, e deportati. Furono tutti uccisi ad Auschwitz nell'estate 1944, con l'unica eccezione di Teresa Kapitz, che condotta a Bergen-Belsen sopravvisse alla deportazione. 

### Simboli
Lo stemma comunale si presenta d'azzurro, alla torre al naturale, fondata su un colle, accompagnata da mura turrite; in capo una stella di otto raggi d'oro. Il gonfalone è un drappo di azzurro.

## Monumenti e luoghi d'interesse

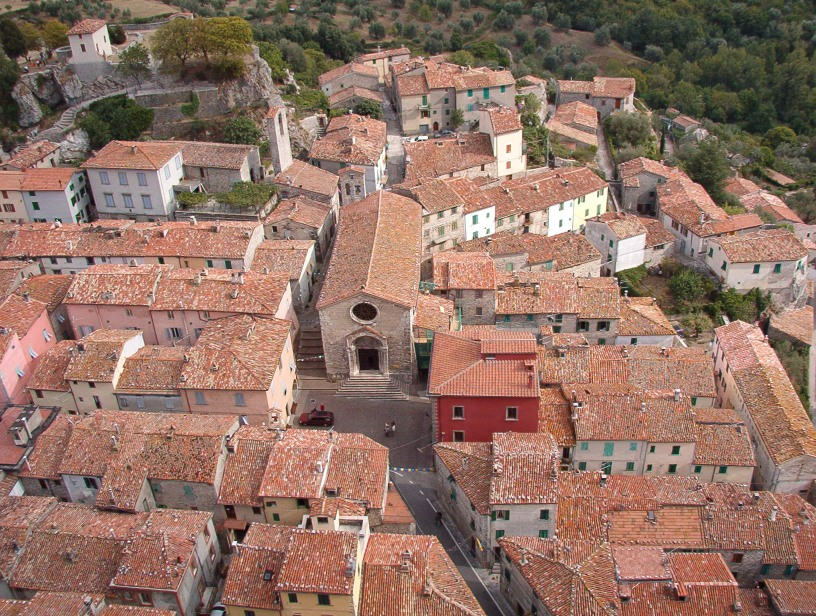
La chiesa dei Santi Pietro e Paolo e il borgo visti dalla rocca

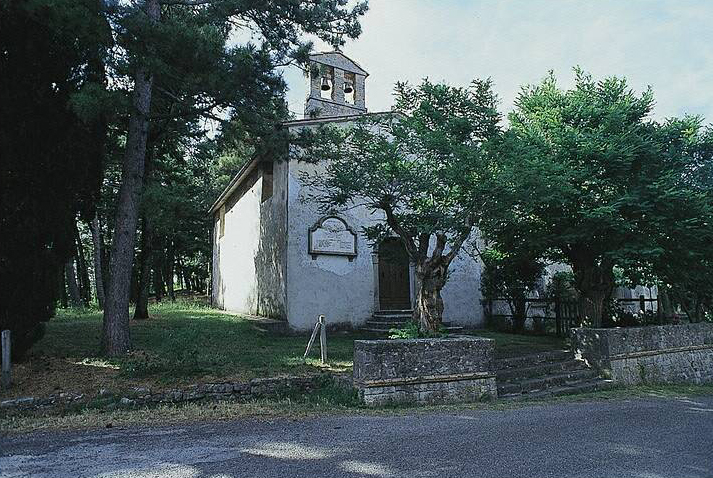
La chiesa di San Bernardino, nella frazione Triana

### Architetture religiose

#### Chiese parrocchiali
- Chiesa dei Santi Pietro e Paolo
- Chiesa di San Martino a Cana
- Chiesa di Santa Caterina a Santa Caterina
- Chiesa di San Bernardino a Triana
- Chiesa di San Pio I a Vallerona

#### Chiese minori
- Chiesa della Madonna del Soccorso
- Oratorio del Santissimo Crocifisso
- Chiesa della Madonna del Conforto a Cana
- Chiesa di San Girolamo a Castagnolo, presso la Fattoria di Castagnolo: trasformata
- Chiesa di San Giovanni, presso l'omonimo podere vicino a Triana

#### Monasteri
- Romitorio di San Cristoforo alla Selva sul Monte Faete: profanato e trasformato in complesso agricolo

#### Cappelle
- Cappella di Santa Caterina delle Ruote a Santa Caterina
- Cappella della Madonna di Loreto, cappella gentilizia del castello di Triana
- Cella di San Miniato, sconsacrata e trasformata

### Architetture civili

#### Palazzi
- Palazzo Comunale
- Palazzo Bichi Ruspoli
- Palazzo della Lana

#### Altro
- Cisterna medicea di Cana
- Fattoria di Castagnolo, nei pressi di Cana

### Architetture militari

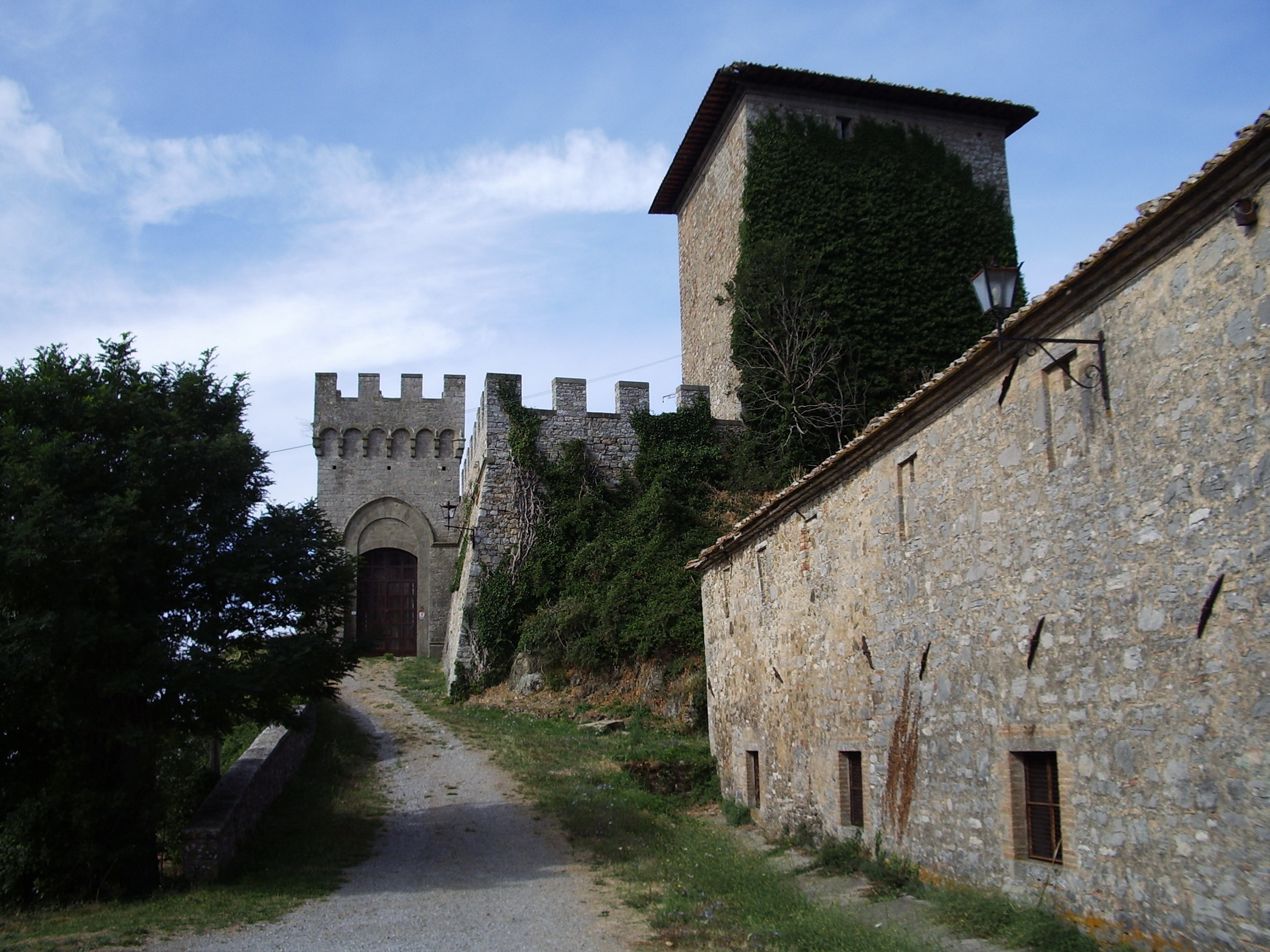
Veduta dell'imponente Castello di Triana

#### Cinte murarie
- Mura di Roccalbegna
- Mura di Cana

#### Castelli e fortificazioni
- Cassero Senese di Roccalbegna
- Rocca aldobrandesca di Roccalbegna
- Rocca aldobrandesca di Cana
- Castello di Triana

### Aree naturali
- Riserva naturale Bosco dei Rocconi
- Riserva naturale Pescinello

## Società

### Evoluzione demografica
Abitanti censiti

### Distribuzione degli abitanti
| Frazioni                | Abitanti (2011) | Altitudine |
| ----------------------- | --------------- | ---------- |
| Cana                    | 263             | 480        |
| Roccalbegna (capoluogo) | 260             | 522        |
| Vallerona               | 243             | 569        |
| Santa Caterina          | 230             | 675        |
| Triana                  | 58              | 769        |
| Altre località          | 45              | -          |

### Etnie e minoranze straniere
Secondo i dati ISTAT al 31 dicembre 2009 la popolazione straniera residente era di 116 persone. Le nazionalità maggiormente rappresentate in base alla loro percentuale sul totale della popolazione residente erano:
- Germania, 37 - 3,21%

### Tradizioni e folclore
L'antico rito del fuoco, la Focarazza, si tiene a Santa Caterina la sera del 24 novembre, cioè la vigilia del "compleanno" di santa Caterina d'Alessandria, il parroco del piccolo centro s'inerpica in processione sul poggio che lo sovrasta e benedice una normale catasta di fascine e legna in mezzo alla quale è conficcato un lungo palo di cerro, il cosiddetto "stollo".
Al termine della cerimonia religiosa si appicca il fuoco alla catasta e si lascia che le fiamme si alzino al cielo, ad illuminare una campagna ormai avvolta nell'oscurità della sera. Quando il fuoco diminuisce d'intensità entrano in azione gli uomini di Santa Caterina, divisi in gruppi a seconda della contrada d'appartenenza. Ogni partecipante s'impegna, in una sorta di ancestrale rito purificatore, a sfidare il calore e il fumo per tentare di impadronirsi dello "stollo" e portarlo nel proprio rione.
Successivamente il tronco viene tagliato in tanti pezzi quanti sono stati i partecipanti, così ognuno può portare a casa una porzione di dell'oggetto.
In seguito ogni pezzo verrà messo a bruciare nel caminetto di casa e quando le fiamme lo avranno del tutto consumato si prenderanno le ceneri che poi saranno disperse nei campi e negli orti quale auspicio per una fertile stagione agricola.

## Cultura

### Musei
- Museo della focarazza, situato a Santa Caterina, fa parte della rete museale Musei di Maremma.

### Cucina
Un prodotto tipico locale è il biscotto salato di Roccalbegna, peculiare del paese ma diffuso in tutto il territorio dell'Amiata.

## Geografia antropica

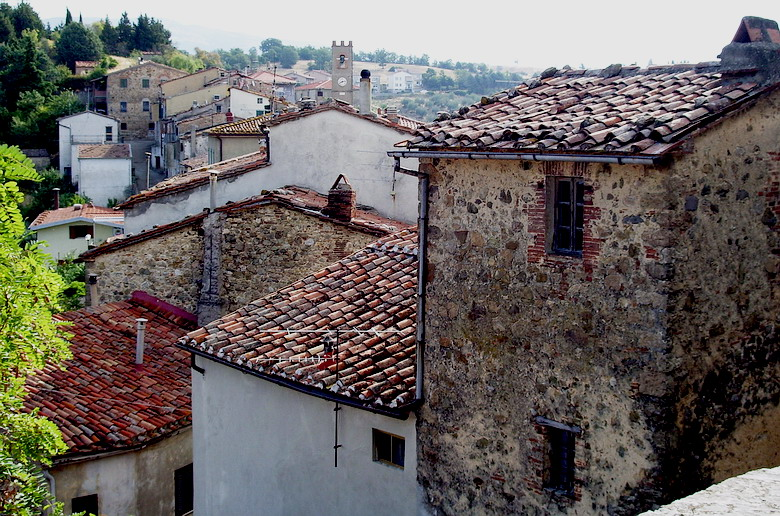
Il borgo di Cana

### Frazioni
- Cana, piccolo borgo che sorse in epoca medievale su una collina che domina in parte la valle del torrente Trasubbie e in parte la valle dell'Albegna. Nel corso del Duecento venne controllato prima dagli Aldobrandeschi, che vi costruirono la rocca, e poi dalla famiglia senese dei Tolomei. Un secolo più tardi fu approvato uno statuto autonomo per la popolazione che rimase in vigore anche dopo l'annessione al Granducato di Toscana di metà Cinquecento.
- Santa Caterina, frazione situata sulle pendici dei poggi che dividono la piana dell'Albegna e la piana dell'Ombrone, è formata da varie contrade di caseggiati che convergono intorno ad un piccolo centro, alla confluenza della Provinciale della Fronzina nella statale 323.
- Triana, sorto come antico insediamento rurale nel primo Medioevo, il luogo è ricordato fin dal 760, ma l'esistenza di un castello è attestata solo dalla divisione dei beni degli Aldobrandeschi del 1216, quando fu assegnato al ramo di Santa Fiora.
- Vallerona, di origini etrusche e romane, la frazione andò sviluppandosi nel secolo XVI e successivi come borgata rurale della campagna rocchigiana. Nel mese di agosto si svolge la sagra della trippa, mentre la prima domenica di ottobre si festeggia con il palio dei somarelli.

Anche se non si trattano a tutti gli effetti di frazioni comunali sono da ricordare le località e gli agglomerati di Case Galli, Il Cecio, La Croce e Usi.

## Amministrazione
| Periodo        | Periodo         | Primo cittadino       | Partito        | Carica  | Note |
| -------------- | --------------- | --------------------- | -------------- | ------- | ---- |
| 7 giugno 1993  | 28 aprile 1997  | Andrea Zamperini      | centrosinistra | Sindaco |      |
| 28 aprile 1997 | 14 maggio 2001  | Biagio Giannone       | centrodestra   | Sindaco |      |
| 14 maggio 2001 | 30 gennaio 2006 | Alessandro Giustarini | centro         | Sindaco |      |
| 30 maggio 2006 | 16 maggio 2011  | Aldo Scoccati         | centrodestra   | Sindaco |      |
| 16 maggio 2011 | in carica       | Massimo Galli         | centrodestra   | Sindaco |      |

### Altre informazioni amministrative
Il comune fa parte dell'unione dei comuni montani Amiata Grossetana.

## Galleria d'immagini

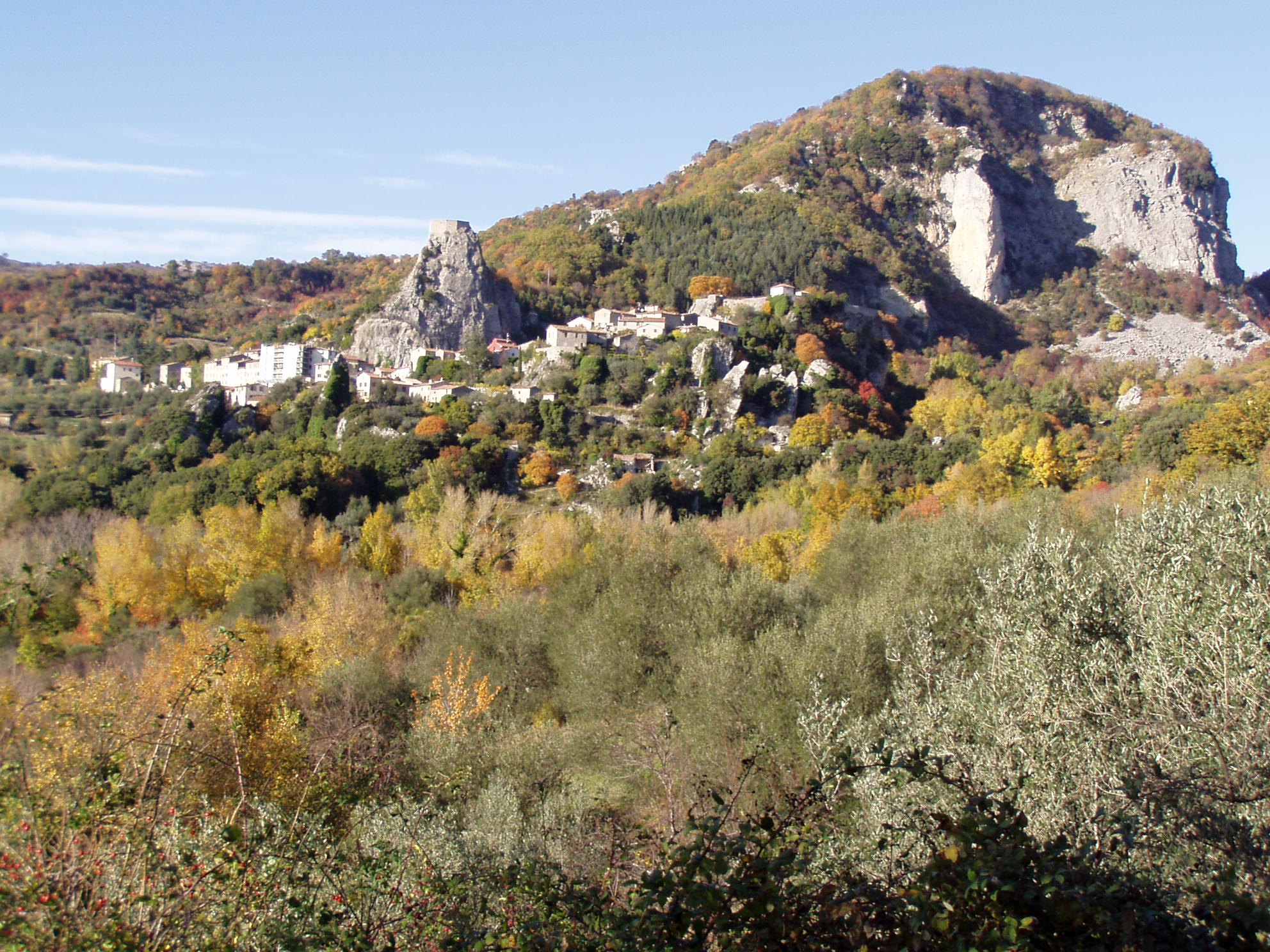
Panorama verso il paese
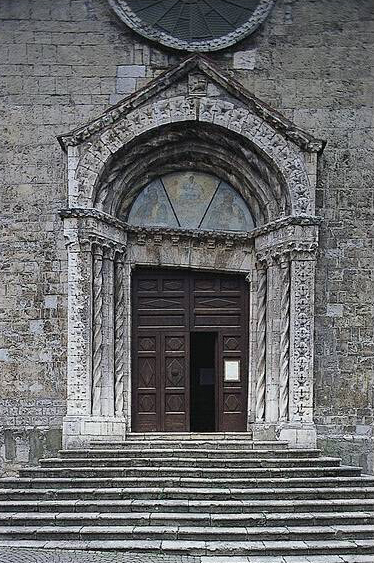
Portale della chiesa dei Santi Pietro e Paolo
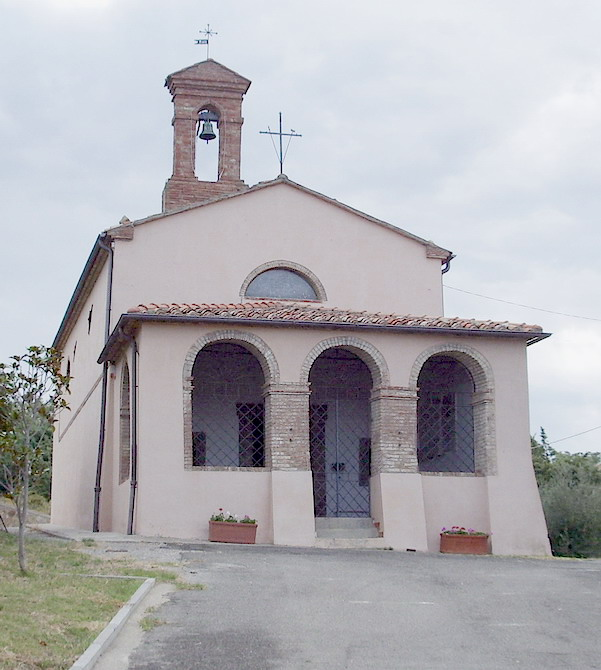
La chiesa della Madonna del Conforto a Cana
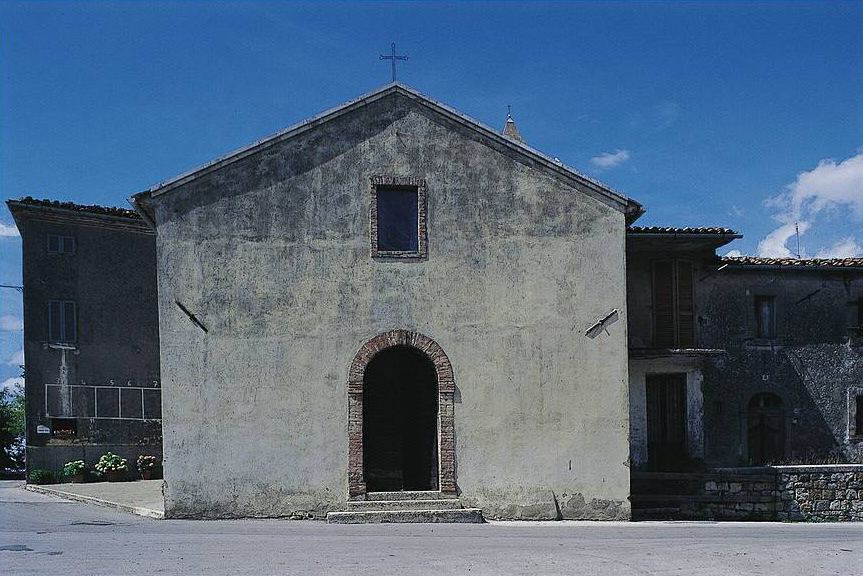
La chiesa di San Pio a Vallerona

## Curiosità
Romeo Gualandi, il protagonista del romanzo di Yambo L'uovo di pterodattilo (1926), è il sindaco di Roccalbegna.